# Nixie-Röhre

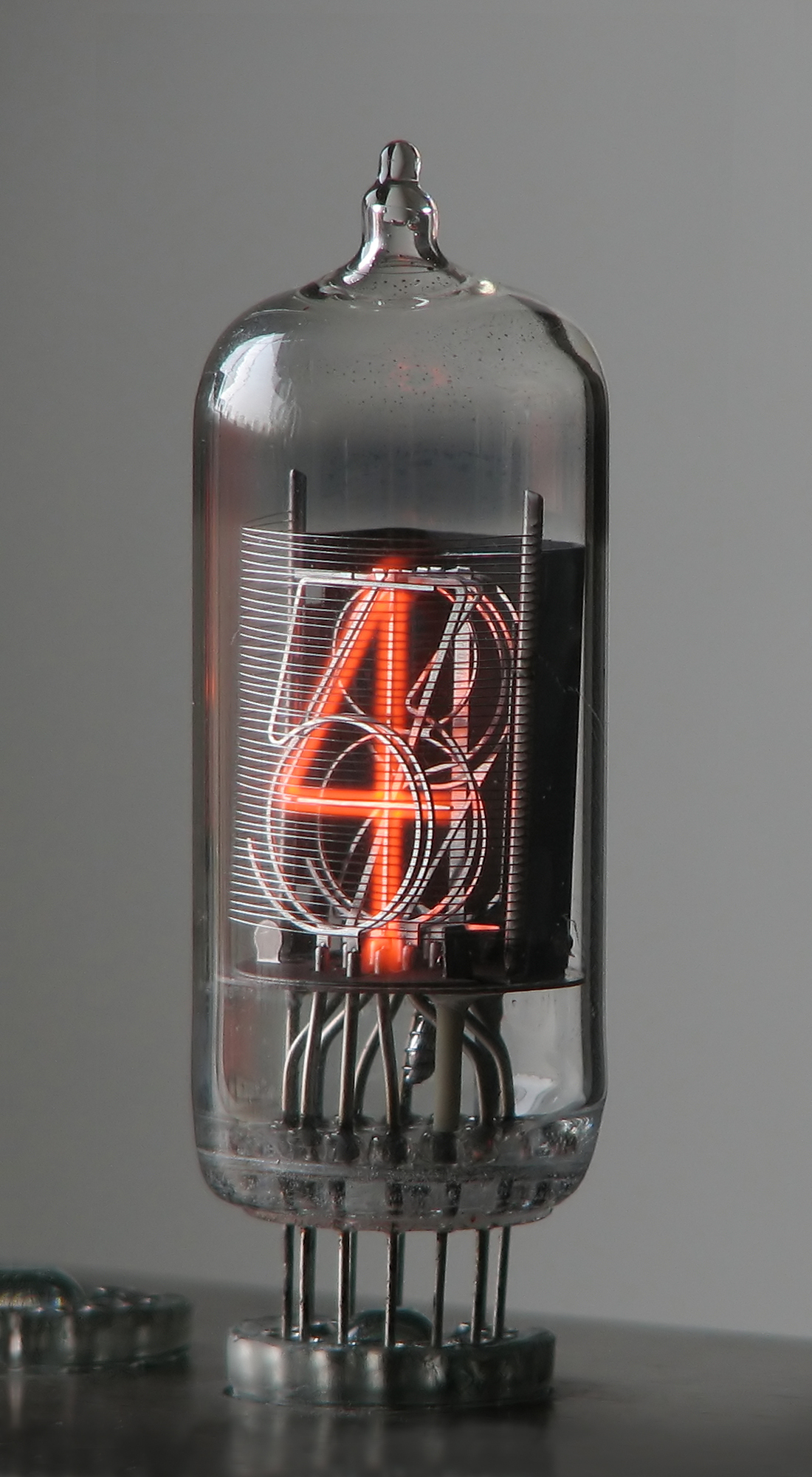
Nixie-Röhre ZM1210 (ohne Tauchlack) mit zehn Ziffern und Dezimalpunkt, Ansicht seitlich.
Durchmesser 19 mm, Ziffernhöhe 15 mm

Eine Nixie-Röhre ist ein elektronisches Bauelement zur Zeichendarstellung nach dem Prinzip der Glimmlampe.

## Aufbau
Die darzustellenden Zeichen, üblicherweise die Ziffern von 0 bis 9 mit Dezimalpunkt oder -komma, aber auch je nach Anwendung andere Zeichen, sind aus feinem Blech ausgestanzt oder aus Draht gebogen hintereinander und elektrisch voneinander isoliert als Kathoden in einer mit einem Edelgas (oft Neon – für orangerote Leuchtfarbe) gefüllten Röhre angeordnet. Rundum vor diesem Ziffernpaket befindet sich eine normalerweise als feines Metallgitter ausgeführte Anode in der Röhre und ganz hinten ein schwarzer Hintergrund. Beim Anlegen einer Spannung (je nach Typ etwa 80 bis 250 Volt DC) zwischen Anode und einer der Kathoden glimmt das Gas in einer dünnen Schicht um das entsprechende Zeichen.
Durch verschiedene Edelgasmischungen kann man unterschiedliche Farben erzielen. Die Höhe der Ziffern reicht von 8 bis über 120 Millimeter. Durch die Notwendigkeit, alle Kathoden voneinander räumlich getrennt in der Röhre anzubringen, ist die Anzahl der möglichen Zeichen pro Röhre auf etwa zwölf beschränkt.
Zur Verbesserung des Kontrastes bei externer Beleuchtung sind die Röhren mit einer transparenten roten Lackschicht versehen oder sie arbeiten hinter einem Farbfilter.

## Geschichte
Das Prinzip der Nixie-Röhre ist seit den 1910er bzw. 1920er-Jahren bekannt. Eins der ersten Patente wurde im Jahre 1934 vom Erfinder Hans P. Boswau angemeldet. Boswau war zu der Zeit der leitende Ingenieur der Lorain County Radio Corporation und der Lorain Telephone Company. Aber bis zum Aufkommen der digitalen Signalverarbeitung in den 1950er-Jahren fand die Röhre wenig Anwendung. „Nixie“ wurde in den USA 1954 von der Burroughs Corporation als Warenzeichen registriert und ist die Abkürzung für „Numeric Indicator eXperimental No. 1“, der Bezeichnung eines ersten Entwurfs einer solchen Röhre.
In der Folge nahmen Hersteller von Elektronenröhren wie Valvo, Telefunken oder das ostdeutsche Werk für Fernsehelektronik (WF) die Produktion von Nixie-Röhren auf. Der britische Hersteller Ericsson LTD. verwendete aus rechtlichen Gründen den Markennamen Digitron. Im deutschen Sprachraum nannte man sie Ziffernanzeigeröhre.
Für kurze Zeit kamen unter der Bezeichnung Pandicon (eingetragenes Warenzeichen von Philips) auch mehrstellige Röhren mit 8 bis 14 nebeneinander angeordneten Ziffernsätzen in Umlauf.
Nixie-Röhren waren in den 1960er- und 1970er-Jahren vor allem als Ziffernanzeige in Messgeräten und elektronischen Rechenmaschinen in Gebrauch. Später verloren sie mit dem Aufkommen von Vakuumfluoreszenz-, Leuchtdioden-Anzeigen (Siebensegmentanzeige) und Flüssigkristallanzeigen schnell an Bedeutung.
Aufgrund ihrer besonderen Anmutung sind Nixie-Röhren inzwischen wieder populär geworden, so werden sie von Bastlern zum Beispiel zum Bau von Digitaluhren verwendet. Nixies werden seit einiger Zeit daher wieder hergestellt.
Beispiele für Typenbezeichnungen von Nixie-Röhren: ZM1000, ZM1020, ZM1040, ZM1080, ZM1082, ZM1210, ZM1212, ZM1080, ZM1032, CD66A, Z566M, IN 8-2, IN-12, IN-14, IN-16, NL-5441.

ZM1082 in Aktion
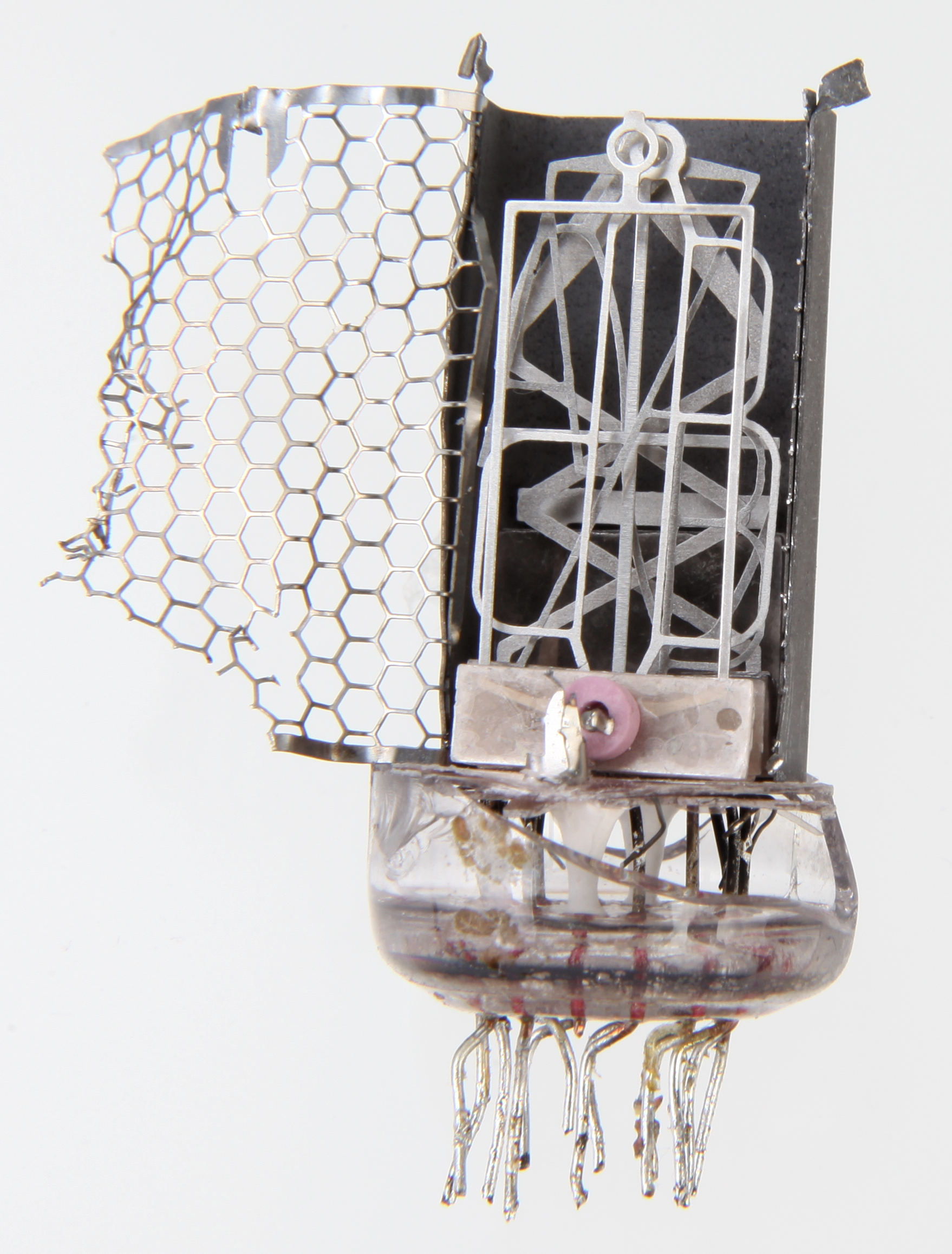
Anordnung der Kathodenbleche hintereinander in einer Nixie ИН-19В/IN-19C bei entferntem Anodengitter
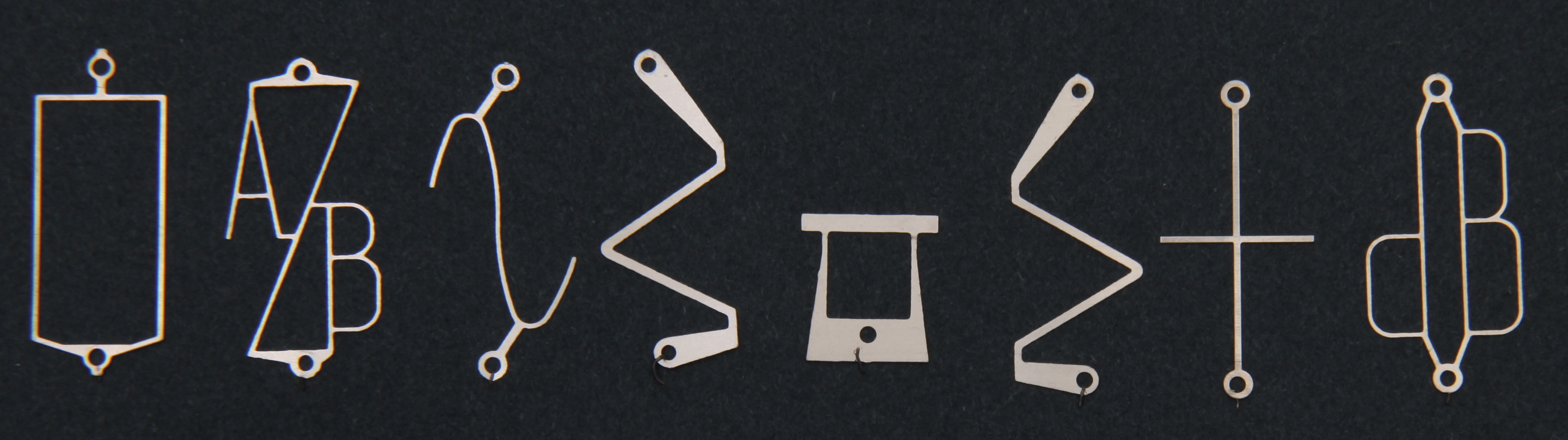
Einzelne Kathodenbleche einer Nixie ИН-19В/IN-19C für die Zeichen π A/B ~ < - > + dB
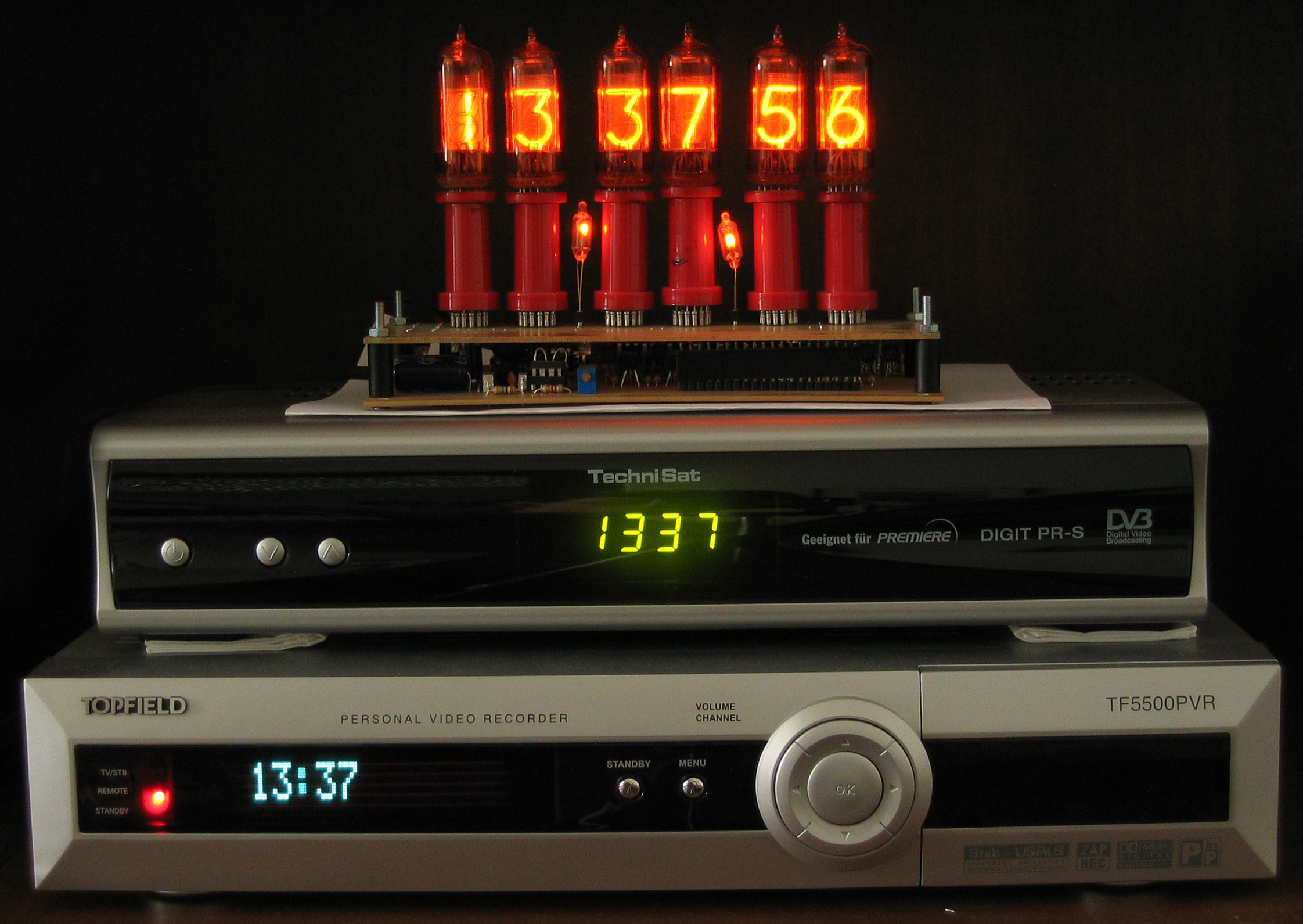
Anzeigen im Vergleich Oben: Nixie-Röhren Mitte: LEDs (7-Seg.) Unten: Fluoreszenzanzeige
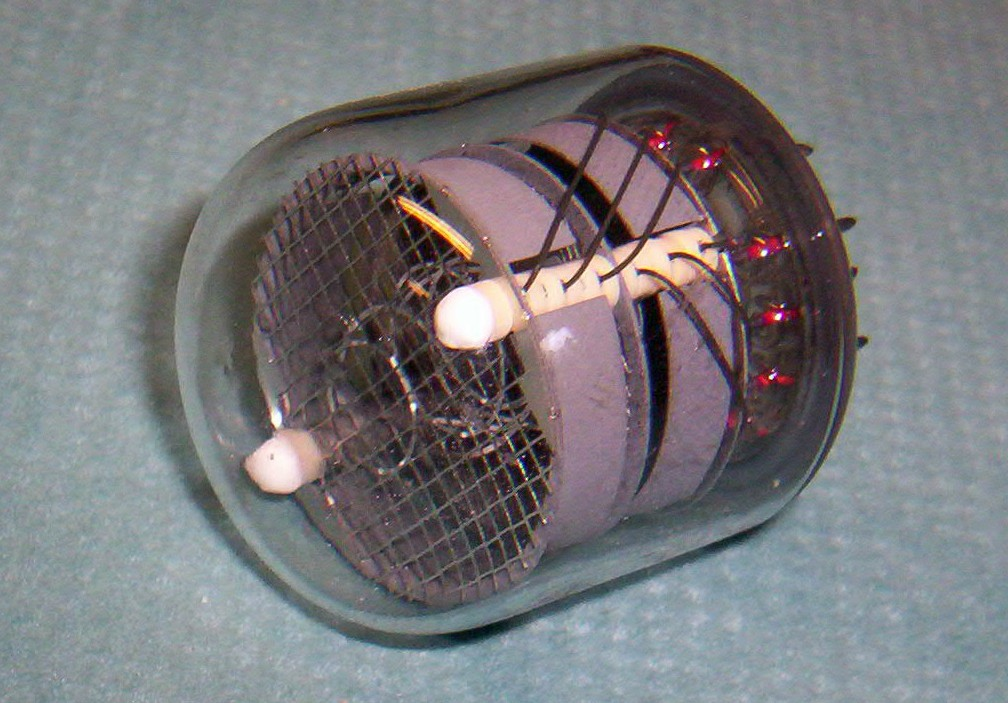
Nixie-Röhre, ca. 1970; Durchmesser 30 mm, Ziffernhöhe 18 mm
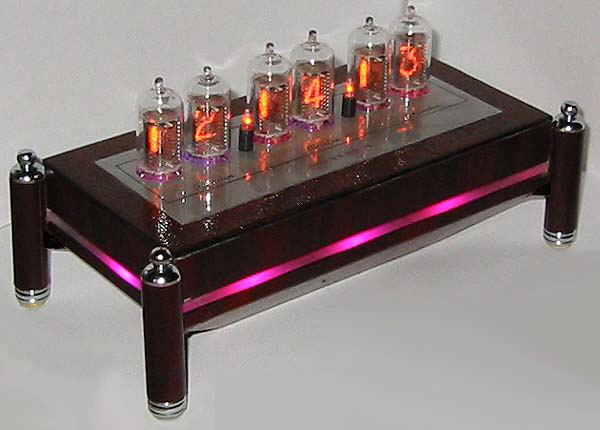
Nixieuhr eines Bastlers im Retrodesign aus dem Jahre 2007
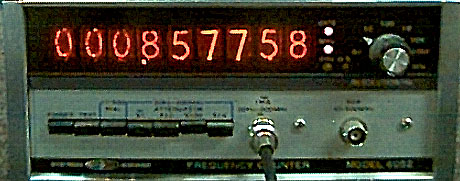
Frequenzzähler (Systron-Donner) aus dem Jahr 1973 mit Nixie-Röhren-Anzeige
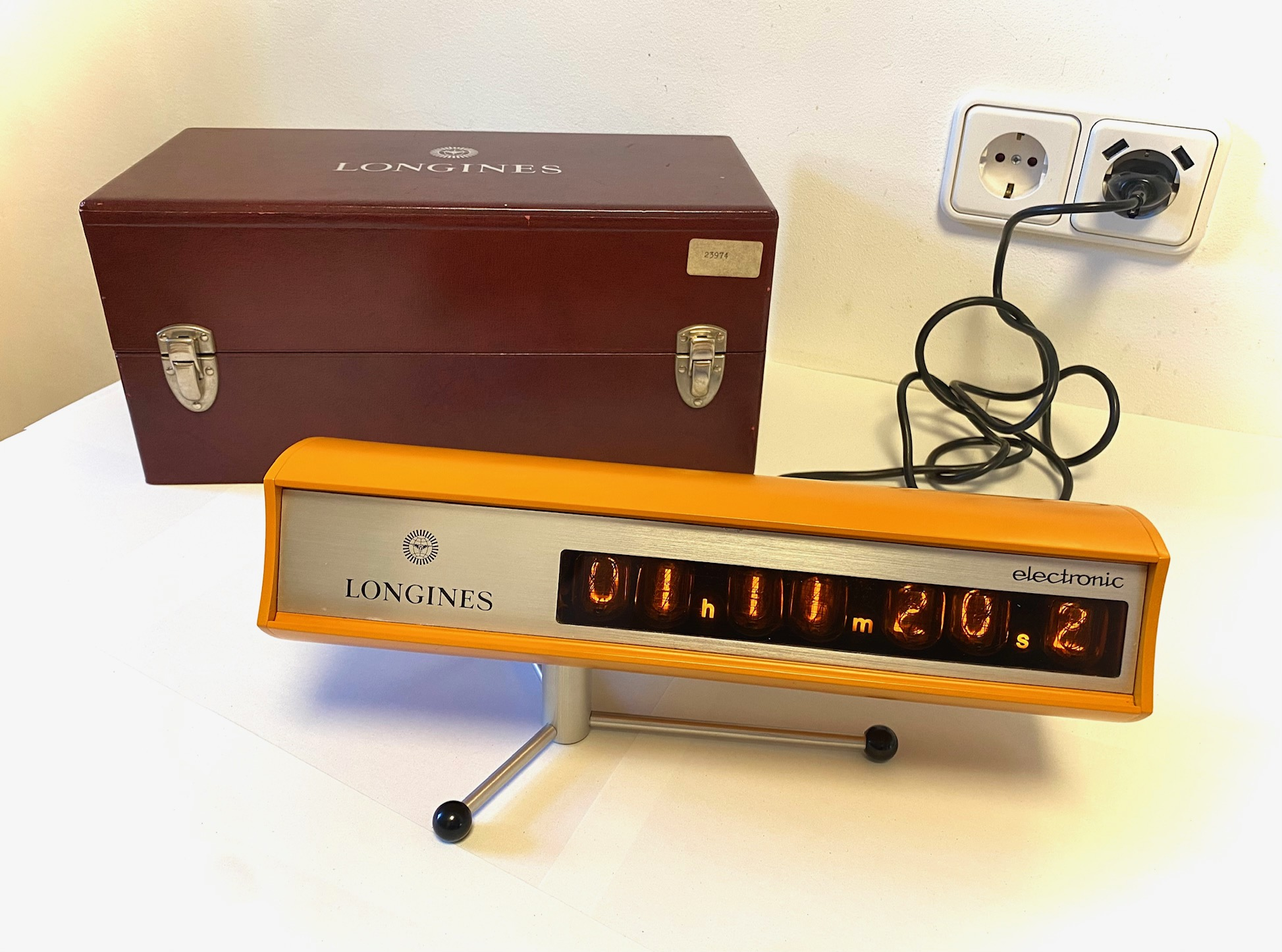
Longines Nixie Uhr